# لوسيوس إلمر
لوسيوس إلمر (بالإنجليزية: Lucius Elmer) هو قاضي ومحامي وسياسي أمريكي، ولد في 3 فبراير 1793 في الولايات المتحدة، وتوفي بنفس المكان في 11 مارس 1883. حزبياً، نشط في الحزب الديمقراطي. وقد انتخب عضو جمعية نيوجيرسي العامة وانتخب عضو مجلس النواب الأمريكي.